# 延斯·基尔克高
延斯·基尔克高（丹麥語：Jens Kirkegaard，1889年6月1日—1966年4月20日），丹麦男子竞技体操运动员。他曾代表丹麦获得1912年夏季奥运会体操比赛男子团体瑞典式银牌。他于1966年在兰讷斯去世。